# Chinees nationalisme

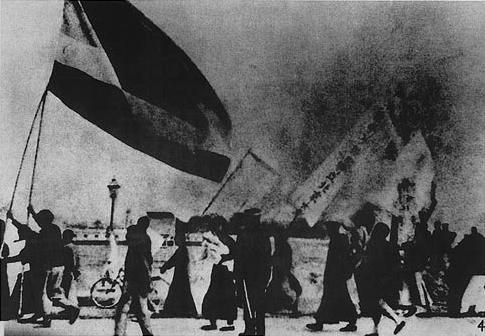
optocht van 4 Mei-beweging

Het Chinees nationalisme is een nationalistische stroming die zowel in de Volksrepubliek China als in de Republiek China voorkomt. De stroming wordt sterk beïnvloed door de Han-Chinese cultuur. In de Chinese cultuur verwacht men dat iedere Han-Chinees dit gevoel in zijn hart heeft. Chinees nationalisme is liefde voor de hele Chinese beschaving en omvat dus ook dat men van alle Chinese minderheden moet houden, want zij zijn immers ook Chinezen. Door de Chinese diaspora is het Chinese nationalisme door de overzeese Chinezen meegenomen.

## Geschiedenis
Qin Shihuang was de keizer die China herenigde na de periode van de Strijdende Staten. Voor hem toonden de Chinezen hun loyaliteit aan hun eigen aparte staten en niet aan het gehele Han-Chinese rijk.
In de Chinese geschiedenis zijn er enkele dynastieën met een niet-Han-Chinese monarchie. Vele Han-Chinezen werden toen onderdrukt. Zoals in de Yuan-dynastie, daar stonden de Han-Chinezen op de laagste rang van het rijk. Door de maancake van Zhu Yuanzhang ontstond een opstand tegen de Mongolen en werd hun dynastie omvergeworpen. En in de Qing-dynastie werden de Han-Chinezen gedwongen een haarvlecht te maken. Deze stond voor de loyaliteit aan de keizer en dat de Han-Chinezen eeuwig onderdaan waren. Pas nadat de Chinese Republiek werd opgericht, konden de Han-Chinezen hun haarvlecht afknippen.
Het Chinees nationalisme bestaat al duizenden jaren, maar het groeide zeer sterk tijdens de 4 Mei-beweging in 1919. De beweging was een reactie op de annexatie van Japan op de Chinese provincie Shandong. De Japanners kregen het gebied nadat Duitsland het Verdrag van Versailles had ondertekend. De Chinese studenten waren zeer kwaad op dit gebeuren en begonnen demonstraties te organiseren voor het terugeisen van Shandong als Chinees grondgebied. Toentertijd begon men ook Japanse producten te boycotten. Winkels plakten teksten op de ramen dat ze geen Japanse dingen verkochten.
Sun Zhongshan, vader des Chinese vaderland, was een groot voorstander van Chinees nationalisme en stond als onderdeel van de Drie principes van het volk.
In 1949 werd Volksrepubliek China door Mao Zedong opgeroepen. De Chinese communistische partij gebruikt tot heden Chinees nationalisme als hoofdstroming. De schoolboeken, staatspropaganda en sommige acties zoals de inzameling voor de slachtoffers van de Sichuan aardbeving zitten vol Chinees nationalisme. Een belangrijke motto van de CCP is "dient de maatschappij/和谐社会". Deze staat vaak op propagandaborden langs wegen, op school gebouwen, tempels etc.

## Symbolen

Vlag van Republiek China

nationaal embleem van Volksrepubliek China

Er bestaan niet zoveel symbolen voor Chinees nationalisme. De belangrijkste symbolen zijn de vlaggen van Volksrepubliek China en Republiek China. Andere symbolen zijn de staatsemblemen van beide landen. Ook het portret van Sun Zhongshan staat symbool voor Chinees nationalisme en wordt vaak opgehangen in een huis of herinneringshal.
Ook zijn er personen die symbool staan voor Chinees nationalisme, omdat ze zeer vaderlandslievend waren of zelfs voor het land stierven:
- Zong Ze 宗泽
- Yue Fei 岳飞 (martelaar)
- Qu Yuan 屈原 (martelaar)
- Wen Tianxiang 文天祥 (martelaar)
- Zheng He/Cheng Ho 郑和
- Shi Kefa 史可法
- Lu Xiufu 陆秀夫
- Zhang Shijie 張世傑
- Zheng Chenggong/Koxinga 郑成功
- Lin Zexu 林则徐
- Sun Zhongshan/Sun Yat-Sen, vader des Vaderlands van Republiek en Volksrepubliek China
- Lu Xun 鲁迅
- Chen Duxiu 陈独秀
- Hu Shi 胡适
- Zhang Zizhong 张自忠
- Hua Mulan
- Qiu Jin (martelaar)

Etnisch nationalisme · Expansionistisch nationalisme · Romantisch nationalisme · Raciaal nationalisme · Cultuurnationalisme · Taalnationalisme · Sportnationalisme · Spiergebonden nationalisme · Nativistisch nationalisme · Religieus nationalisme · Postkoloniaal nationalisme · Antikoloniaal nationalisme · Burgerlijk nationalisme · Staatsnationalisme · Liberaal nationalisme · Economisch nationalisme · Revolutionair nationalisme · Nationaal-conservatisme · Bevrijdingsnationalisme · Linksnationalisme · Anarcho-nationalisme · Pan-nationalisme · Diaspora-nationalisme · Pandemisch nationalisme